# Clavispora reshetovae
Clavispora reshetovae är en svampart som beskrevs av Yurkov, A.M. Schäfer & Begerow 2009. Clavispora reshetovae ingår i släktet Clavispora och familjen Metschnikowiaceae.   Inga underarter finns listade i Catalogue of Life.